# روت فوكس
روت فوكس (بالألمانية: Ruth Fuchs)‏ (و. 1946  م) هي سياسية، ومنافسة ألعاب القوى، ورامية الرمح من ألمانيا، ولدت في إغلن، شاركت في الانتخابات الرئاسية الألمانية 2009، والانتخابات الرئاسية الألمانية 1999 ‏.

## مناصب
تولت منصب عضو في البوندستاغ الألماني، وعضو مجلس الشورى الموحد تورنغن، وعضو في مجلس الشعب ‏.

## جوائز
حصلت على جوائز منها:
- ترتيب الاستحقاق الوطني الذهبي.

## روابط خارجية
- روت فوكس على موقع الموسوعة البريطانية (الإنجليزية)
- روت فوكس على موقع الاتحاد الدولي لألعاب القوى (الإنجليزية)
- روت فوكس على موقع اللجنة الأولمبية الدولية (الإنجليزية)
- روت فوكس على موقع أوليمبيديا (الإنجليزية)